# Contea di Palo Pinto
La contea di Palo Pinto in inglese Palo Pinto County è una contea dello Stato del Texas, negli Stati Uniti. La popolazione al censimento del 2010 era di 28 111 abitanti. Il capoluogo di contea è Palo Pinto. La contea è stata creata nel 1856 ed organizzata l'anno successivo.

## Geografia fisica
| Anno | Popolazione | ±%     |
| ---- | ----------- | ------ |
| 1860 | 1,524       | Nota¹: |
| 1880 | 5,885       | Nota²: |
| 1890 | 8,320       | 41.4%  |
| 1900 | 12,291      | 47.7%  |
| 1910 | 19,506      | 58.7%  |
| 1920 | 23,431      | 20.1%  |
| 1930 | 17,576      | −25.0% |
| 1940 | 18,456      | 5.0%   |
| 1950 | 17,154      | −7.1%  |
| 1960 | 20,516      | 19.6%  |
| 1970 | 28,962      | 41.2%  |
| 1980 | 24,062      | −16.9% |
| 1990 | 25,055      | 4.1%   |
| 2000 | 27,026      | 7.9%   |
| 2010 | 28,111      | 4.0%   |

Secondo l'Ufficio del censimento degli Stati Uniti d'America la contea ha un'area totale di 986 miglia quadrate (2550 km²), di cui 952 miglia quadrate (2470 km²) sono terra, mentre 34 miglia quadrate (88 km², corrispondenti al 3,4%del territorio) sono costituiti dall'acqua.

### Strade principali
- Interstate 20
- U.S. Highway 18
- U.S. Highway 281
- State Highway 16
- State Highway 108

### Contee adiacenti
- Jack County (nord)
- Parker County (est)
- Hood County (sud-est)
- Erath County (sud)
- Eastland County (sud-ovest)
- Stephens County (ovest)
- Young County (nord-ovest)